# Gran Premio di Svizzera 1996
Il Gran Premio di Svizzera 1996, ottantatreesima edizione della corsa, valido come ottava prova della Coppa del mondo di ciclismo su strada, si svolse il 25 agosto 1996 su un percorso di 232 km. Venne vinto dall'italiano Andrea Ferrigato, che terminò in 5.51'52".

## Ordine d'arrivo (Top 10)
| Pos. | Corridore            | Squadra       | Tempo    |
| ---- | -------------------- | ------------- | -------- |
| 1    | Andrea Ferrigato     | Roslotto      | 5h51'52" |
| 2    | Michele Bartoli      | MG Maglificio | s.t.     |
| 3    | Johan Museeuw        | Mapei-GB      | s.t.     |
| 4    | Lance Armstrong      | Motorola      | s.t.     |
| 5    | Francesco Casagrande | Saeco         | s.t.     |
| 6    | Alessandro Baronti   | Panaria       | s.t.     |
| 7    | Frank Vandenbroucke  | Mapei-GB      | s.t.     |
| 8    | Fabio Baldato        | MG Maglificio | a 11"    |
| 9    | Maurizio Fondriest   | Roslotto      | s.t.     |
| 10   | Laurent Jalabert     | ONCE          | s.t.     |